# Tratado de San Petersburgo (1875)
El Tratado de San Petersburgo (en ruso: Петербургский договор; en japonés: 樺太・千島交換条約, leído Karafuto-Chishima Kōkan Jōyaku) fue un acuerdo firmado el 7 de mayo de 1875 entre el Imperio de Japón y el Imperio ruso. Sus términos estipulaban que Japón renunciaba a sus pretensiones sobre la isla de Sajalín a cambio de la soberanía indiscutible sobre todas las islas Kuriles hasta la península de Kamchatka. El tratado fue ratificado en Tokio el 22 de agosto de 1875 y entró en vigor en 1877.
Sus términos estipulaban que Japón cedía a Rusia la parte meridional de la isla de Sajalín, que entonces poseía, a cambio de aquellas islas Kuriles propiedad de Rusia (entre la isla de Iturup y la península de Kamchatka). En consecuencia, toda la isla de Sajalín pasó a ser territorio ruso y todo el archipiélago de las Kuriles, territorio japonés.
El texto original del tratado se escribió en francés. Su traducción al japonés provocó controversias sobre lo que se consideran las islas Kuriles. Japón renunció a sus pretensiones sobre estas islas en 1951 por el Tratado de San Francisco. El Tratado de San Petersburgo (1875) es parte de la ya larga disputa territorial que mantienen Rusia y Japón sobre la jurisdicción de las Islas Kuriles.

## Antecedentes
En 1811, Vasily Golovnin, un explorador ruso encargado por el zar Alejandro I de cartografiar las islas Kuriles, fue apresado por los japoneses. Cuando Golovnin y su tripulación a bordo del barco Diana se acercaron a la isla Kunashir, fueron llevados a tierra y encarcelados por violar la regla Sakoku, o la política aislacionista japonesa establecida en 1639. Golovnin y su tripulación fueron liberados en 1813 tras dos años prisioneros. Este suceso, conocido como el Incidente Golovnin, manifestó al Imperio Ruso que la frontera entre Rusia y Japón era imprecisa, de modo que para evitar otro episodio como el de Golovnin, el límite territorial entre ambas naciones debía definirse con detalle.
Por el Tratado de Shimoda, de 1855, se establecía la frontera entre Japón y Rusia en el estrecho entre las islas Iturup (Etorofu) y Urup (Uruppu), en la cadena de las islas Kuriles, pero había dejado abierta la situación de Sajalín (o Karafuto para los japoneses). Sin las fronteras bien definidas, se sucedieron los incidentes entre los colonos rusos y los japoneses. Para remediar esta situación, el gobierno japonés envió a un embajador, Enomoto Takeaki, a San Petersburgo para definir claramente la frontera en esta zona. Después de un año de negociaciones, Japón acordó renunciar a sus reclamaciones sobre Sajalín, a cambio de indemnizaciones a los residentes japoneses, acceso de la flota pesquera al Mar de Ojotsk, diez años de uso libre de los puertos rusos en la zona, y la propiedad de todas las islas Kuriles. El Ministerio de Relaciones Exteriores de Japón sigue citando hoy en día este tratado como respecto a sus reclamaciones territoriales más allá de Hokkaido.
Precursor del Tratado de San Petersburgo fue el Convenio sobre Karafuto, resultado de otro incidente cuando un funcionario japonés fue arrestado cerca de Kusunai (hoy, Ilyinskoye). Este acuerdo provisional se firmó el 30 de marzo de 1867, pero no tuvo efectos ya que ambas partes no terminaron de ponerse de acuerdo sobre lo estipulado en el convenio. 

## Acuerdos posteriores a 1875
El Tratado de Portsmouth puso fin a la guerra ruso-japonesa el 5 de septiembre de 1905. Sus términos estipulaban que Rusia cedería la mitad sur de Sajalín a Japón hasta los cincuenta grados de latitud norte. Este tratado modificó las fronteras previas entre los territorios ruso y japonés acordadas por el Tratado de San Petersburgo de 1875.
El Tratado de Paz de San Francisco, firmado el 8 de septiembre de 1951, puso fin de manera efectiva a la guerra entre los Aliados de la Segunda Guerra Mundial y Japón. Este tratado fue firmado por 48 países aliados, excluyendo a la Unión Soviética. El Artículo 2, Sección C del tratado establecía que "Japón renuncia a todos los derechos, títulos y pretensiones sobre las Islas Kuriles, y sobre esa parte de Sajalín y las islas adyacente a ella sobre las cuales Japón adquirió la soberanía como consecuencia del Tratado de Portsmouth del 5 de septiembre de 1905". Sin embargo, en este escrito no se otorgaban las Islas Kuriles a la Unión Soviética que rechazó firmar el Tratado de San Francisco por esas razones. El Ministro de Relaciones Exteriores, Andrei Gromyko, declaró que las pretensiones soviéticas sobre las islas Kuriles y Sajalín era "indiscutibles".
Dado que la Unión Soviética no firmó el Tratado de San Francisco, la guerra entre Japón y la Unión Soviética no terminó oficialmente hasta la Declaración Conjunta Soviético-Japonesa de 1956. Esta declaración no puso fin a la disputa sobre Sajalín y las Islas Kuriles pero se esperaba sirviera de precedente para resolver el asunto Kuriles. La declaración establecía que la Unión Soviética cedería la isla Shikotan y las islas Habomai después de que se firmara el tratado de paz, pero tal tratado todavía no ha llegado.